# Киљота
Киљота (шп. Quillota) је општина у Чилеу. По подацима са пописа из 2002. године број становника у месту је био 62.231.

## Демографија
| 2002.  |
| ------ |
| 62.231 |